# Sleimann Nazzal
Sleimann Nazzal er dansk digter bosiddende i Århus. Han har udgivet digte i bl.a. Staccato - et hundrede digte (1998), udgivet af Undergrundsforlaget Lyrica, og sin egen samling Uden Visum (2000), udgivet af Forlaget Undr!. Sammen med Lars Hougaard Clausen har han udgivet digtsamlingen Øst og vest (2013). Sleimann Nazzal er palæstinenser af oprindelse og skriver fra sin bopæl i Danmark til flere aviser i den arabiske verden. Nazzal har studeret medicin i Prag og Havana.